# Primera División (Chile) 2017 Transición
Die Transición der Primera División 2017, auch unter dem Namen Campeonato Nacional de Transición Scotiabank 2017 bekannt, war die 101. Spielzeit der Primera División, der höchsten Spielklasse im Fußball in Chile. Die Saison begann am 28. Juli und endete am 21. Dezember.
Die Saison wurde in den Vorjahren in zwei eigenständige Halbjahresmeisterschaften, der Apertura und Clausura, unterteilt. Durch die Transición 2017 wird der Rhythmus vom europäischen Modus auf das Kalenderjahr angepasst. Zudem wird ab dem Folgejahr auf eine Jahresmeisterschaft mit Hin- und Rückserie zurückgestellt.
Die Meisterschaft gewann das Team von CSD Colo-Colo. Für den Rekordmeister war es der 32. Meisterschaftstitel der Vereinsgeschichte, der sich damit gleichzeitig für die Copa Libertadores 2018 qualifizierte. CF Universidad de Chile war bereits als Meister der Clausura 2016/17 für die Gruppenphase der Copa Libertadores qualifiziert. Als Sieger der Copa Chile treten zudem die CD Santiago Wanderers ab der zweiten Runde für den international bedeutsamsten Wettbewerb Südamerikas an. Das Playoff-Spiel um den letzten Startplatz gewann CD Universidad de Concepción. Der Verlierer des Spiels, Unión Española, tritt somit in der Copa Sudamericana 2018 an.
Die weiteren Startplätze in der Copa Sudamericana erhalten die Bestplatzierten der Ligaphase Everton, Audax Italiano und Deportes Temuco, die bislang nicht international qualifiziert sind. Die CD Santiago Wanderers stiegen nach den Relegationsspielen mit Unión La Calera in die Primera B ab.

## Modus
Die 16 Teams spielen einmalig jeder gegen jeden. Meister ist das Team mit den meisten Punkten. Bei Punktgleichstand gibt es ein Entscheidungsspiel.
Für die Copa Libertadores qualifizieren sich der Meister, der Meister der Clausura 2016/2017, der Pokalsieger sowie der Gewinner das Playoff-Spiels zwischen dem Bestplatzierten der Clausura 2016/17 und Bestplatzierten der Transición 2017.
Für die Copa Sudamericana qualifiziert sich der Verlierer des Playoff-Spiels und die drei bestplatzierten Teams der Ligatabelle, die noch nicht international spielen. Der Relegationsteilnehmer um den Abstieg in die Primera B wird anhand der Gesamttabelle aus Apertura, Clausura und Transición ermittelt.

## Teilnehmer
Der Absteiger der Vorsaison CD Cobresal wird durch den Aufsteiger aus der Primera B Curicó Unido ersetzt. Folgende Vereine nahmen daher an der Transición 2017 teil:
| Mannschaft                | Stadt             | Stadion                                      | Kapazität |
| ------------------------- | ----------------- | -------------------------------------------- | --------- |
| Deportes Antofagasta      | Antofagasta       | Estadio Regional de Antofagasta              | 26.339    |
| Audax Italiano            | Santiago de Chile | Estadio Bicentenario Municipal de La Florida | 12.000    |
| CD Cobresal               | El Salvador       | Estadio El Cobre                             | 20.752    |
| CSD Colo-Colo             | Santiago de Chile | Estadio Monumental                           | 45.000    |
| Curicó Unido              | Curicó            | Estadio La Granja                            | 08.278    |
| Everton                   | Viña del Mar      | Estadio Sausalito                            | 18.000    |
| CD Huachipato             | Talcahuano        | Estadio CAP                                  | 10.500    |
| CD O’Higgins              | Rancagua          | Estadio El Teniente                          | 15.450    |
| CD Palestino              | Santiago de Chile | Estadio Municipal de La Cisterna             | 08.000    |
| Deportes Iquique          | Iquique           | Estadio Tierra de Campeones                  | 12.000    |
| San Luis de Quillota      | Quillota          | Estadio Municipal Lucio Fariña Fernández     | 07.500    |
| Santiago Wanderers        | Valparaíso        | Estadio Elías Figueroa Brander               | 18.500    |
| Deportes Temuco           | Temuco            | Estadio Germán Becker                        | 18.500    |
| Universidad Católica      | Santiago de Chile | Estadio San Carlos de Apoquindo              | 13.000    |
| Universidad de Chile      | Santiago de Chile | Estadio Nacional de Chile                    | 49.000    |
| Universidad de Concepción | Concepción        | Estadio Municipal de Concepción              | 29.000    |
| Unión Española            | Santiago de Chile | Estadio Santa Laura                          | 19.000    |

## Ligaphase
| Pl.                                | Verein                    | Sp. | S  | U | N  | Tore    | Diff. | Punkte |
| ---------------------------------- | ------------------------- | --- | -- | - | -- | ------- | ----- | ------ |
| 1.                                 | CSD Colo-Colo             | 15  | 10 | 3 | 2  | 033:130 | +20   | 33     |
| 2.                                 | Unión Española            | 15  | 9  | 4 | 2  | 018:120 | +6    | 31     |
| 3.                                 | Universidad de Chile      | 15  | 9  | 3 | 3  | 021:180 | +3    | 30     |
| 4.                                 | Everton                   | 15  | 7  | 5 | 3  | 024:190 | +5    | 26     |
| 5.                                 | Audax Italiano            | 15  | 7  | 4 | 4  | 024:190 | +5    | 25     |
| 6.                                 | Deportes Temuco           | 15  | 5  | 7 | 3  | 015:120 | +3    | 22     |
| 7.                                 | Deportes Antofagasta      | 15  | 5  | 6 | 4  | 014:130 | +1    | 21     |
| 8.                                 | Curicó Unido (N)          | 15  | 5  | 3 | 7  | 011:140 | −3    | 18     |
| 9.                                 | CD San Luis de Quillota   | 15  | 5  | 3 | 7  | 015:200 | −5    | 18     |
| 10.                                | Universidad de Concepción | 15  | 3  | 8 | 4  | 016:150 | +1    | 17     |
| 11.                                | Universidad Católica      | 15  | 5  | 3 | 7  | 013:200 | −7    | 18     |
| 12.                                | CD Huachipato             | 15  | 5  | 1 | 9  | 011:170 | −6    | 16     |
| 13.                                | Santiago Wanderers        | 15  | 2  | 9 | 4  | 016:170 | −1    | 15     |
| 14.                                | CD O’Higgins              | 15  | 4  | 3 | 8  | 015:240 | −9    | 15     |
| 15.                                | CD Palestino              | 15  | 3  | 4 | 8  | 018:240 | −6    | 13     |
| 16.                                | Deportes Iquique          | 15  | 2  | 3 | 10 | 008:200 | −12   | 09     |
| Quelle: Soccerway, Stand: Endstand |                           |     |    |   |    |         |       |        |

| (M) | Vorjahresmeister |
| (N) | Aufsteiger       |

## Beste Torschützen
| Rang | Spieler           | Klub                      | Tore |
| ---- | ----------------- | ------------------------- | ---- |
| 1    | Bryan Carrasco    | Audax Italiano            | 10   |
| 2    | Hugo Droguett     | Universidad de Concepción | 8    |
|      | Roberto Gutiérrez | CD Palestino              | 8    |
| 4    | Juan Cuevas       | Everton                   | 7    |
|      | Jean Paul Pineda  | Santiago Wanderers        | 7    |
|      | Mauricio Pinilla  | Universidad de Chile      | 7    |
|      | Patricio Rubio    | Everton                   | 7    |
| 8    | Cris Martínez     | Deportes Temuco           | 6    |
|      | Esteban Paredes   | CSD Colo-Colo             | 6    |
|      | Jaime Valdés      | CSD Colo-Colo             | 6    |

## Qualifikation für die Copa Libertadores
Das Hinspiel fand am 13., das Rückspiel am 20. Dezember statt.
|                | Gesamt |                              | Hinspiel | Rückspiel |
| -------------- | ------ | ---------------------------- | -------- | --------- |
| Unión Española | 1:3    | CD Universidad de Concepción | 0:1      | 1:2       |

Damit qualifiziert sich CD Universidad de Concepción für die Copa Libertadores 2018.

## Abstiegstabelle
| Pl. | Verein                    | 2016/17 | 2017 | Punkte | Spiele | Durchschnitt |
| --- | ------------------------- | ------- | ---- | ------ | ------ | ------------ |
| 1   | CSD Colo-Colo             | 52      | 33   | 85     | 45     | 1,889        |
| 2   | CF Universidad de Chile   | 51      | 30   | 81     | 45     | 1,8          |
| 3   | Unión Española            | 49      | 31   | 80     | 45     | 1,778        |
| 4   | CD Universidad Católica   | 54      | 16   | 70     | 45     | 1,556        |
| 5   | CD O’Higgins              | 48      | 15   | 63     | 45     | 1,4          |
| 6   | Everton                   | 36      | 26   | 62     | 45     | 1,378        |
| 7   | Audax Italiano            | 37      | 25   | 62     | 45     | 1,378        |
| 8   | Deportes Temuco           | 38      | 22   | 60     | 45     | 1,333        |
| 9   | Deportes Iquique          | 50      | 9    | 59     | 45     | 1,311        |
| 10  | Deportes Antofagasta      | 37      | 21   | 58     | 45     | 1,289        |
| 11  | CD San Luis de Quillota   | 39      | 18   | 57     | 45     | 1,267        |
| 12  | Universidad de Concepción | 38      | 17   | 55     | 45     | 1,222        |
| 13  | CDP Curicó Unido          | -       | 18   | 18     | 15     | 1,2          |
| 14  | CD Huachipato             | 36      | 16   | 52     | 45     | 1,156        |
| 15  | CD Palestino              | 35      | 13   | 48     | 45     | 1,067        |
| 16  | CD Santiago Wanderers     | 31      | 15   | 46     | 45     | 1,022        |

## Relegation
Der Vizemeister der Primera B 2016/17 spielt mit dem Meister der Primera B Transición 2017 den Relegationsgegner vom Erstligisten CD Santiago Wanderers aus. Die Spiele fanden am 24. November und 5. Dezember statt.
|                        | Gesamt |                 | Hinspiel | Rückspiel |
| ---------------------- | ------ | --------------- | -------- | --------- |
| CD San Marcos de Arica | 1:2    | Unión La Calera | 1:0      | 0:2       |

Der Meister der Transición Unión La Calera konnte sich dabei durchsetzen und sich so für das Finalspiel qualifizieren.
|                 | Gesamt          |                       | Hinspiel | Rückspiel |
| --------------- | --------------- | --------------------- | -------- | --------- |
| Unión La Calera | 1:1 (5:4 i. E.) | CD Santiago Wanderers | 0:1      | 1:0       |

Damit steigt Unión La Calera in die Primera División 2018 auf, während die CD Santiago Wanderers in die Primera B absteigen.